# Одоевский, Никита Иванович
Ники́та Ива́нович Одо́евский (около 1600 — 12 (22) февраля 1689, Москва) — князь, ближний боярин, наместник и воевода из рода Одоевских.
Один из крупнейших землевладельцев Русского царства. Возглавлял комиссию по подготовке Соборного уложения, вёл суд над патриархом Никоном, курировал уничтожение местничества. При царе Фёдоре Алексеевиче руководил внешней политикой государства. Н. П. Загоскин характеризовал его как «Сперанского XVII века».
В подмосковных сёлах князя Одоевского (Никольское-Урюпино, Архангельское и др.) трудился талантливый крепостной зодчий Павел Потехин.
Сын боярина князя Ивана Никитича Большого.

## Биография
Рано лишившись отца, он с раннего возраста был уже на службе: во время осады Москвы войсками королевича Владислава, был в свите царя в звании стольника и, хотя по своей молодости ещё не был записан в действующее войско, принимал участие в стычках с поляками, за что и было ему пожаловано его поместье в вотчину в 1618 году. Стольник «смотрел в столы» во время торжественных царских обедов, ездил в качестве рынды с царём по окрестным монастырям, участвовал в чине обеих свадеб царя Михаила Фёдоровича в числе поезжан 19 сентября 1624 года и 5 февраля 1626 года.
С началом войны с Польшей назначен воеводой в Ржев и получил приказание «збираться с ратными людьми» из всех соседних уездов, раздать им жалованье, и идти под Смоленск и «над польскими и литовскими людьми государевым делом промышляти, сколько милосердный Бог помочи подаст», при этом местничал с князем Черкасским, дело проиграл и отсидел в тюрьме в октябре 1633 года. Ратные люди собирались очень туго, время проходило, положение дел под Смоленском делалось всё хуже, и вскоре Одоевский получил новое приказание — идти в сход к боярину князю Димитрию Мамстрюковичу Черкасскому, отправленному на помощь под Смоленск к боярину Шеину. Под Смоленск попасть не удалось, так как Черкасский дальше Можайска не пошёл, война закончилась и войско было распущено. Одоевский отозван в Москву, где продолжал свою придворную службу. В 1635 году пожалован в большие стольники, с окладом 150 рублей, суммы очень большой по тому времени.
12 января 1640 года в день именин царевны Татьяны Михайловны пожалован из стольников в бояре, с денежным окладом 500 рублей и отправлен первым воеводой в Астрахань (1640—1642), заботясь о благоустройстве города заслужил своей деятельностью расположение царя. В 1643 году отозван в Москву, где 6 декабря получил награду за своё управление: ему пожалована атласная соболья шуба ценой в 200 рублей, придача к окладу и кубок весом в 3 фунта. Занял пост первого судьи в Казанском и Сибирском приказах (1643—1644). В 1644 году при приезде датского королевича Вальдемара и начале переговоров о браке его с царевной Ириной Михайловной, вместе с князем Ю. А. Сицким, назначен к «ответу» с датскими послами относительно подробностей свадебного договора и дальнейшей жизни королевича в России. Переговоры были безрезультатны, так как королевич отказался принять православие, что было необходимо для брака с русской царевной.
После смерти царя Михаила Фёдоровича на престол вступил Алексей Михайлович. Одоевский занял видное положение в составе нового правительства. Он находился, по-видимому, в близких отношениях с Морозовым, был женат на дочери царского родственника Фёдора Ивановича Шереметева, был близок с самим царём, с которым состоял даже в переписке, считаясь одним из виднейших вельмож этого времени. Получил приказание привести к присяге новому царю всю Боярскую думу, весь царский двор и всех жителей Москвы, а в день венчания царя на царство пожалован в ближние бояре. В феврале 1646 года первый воевода Большого полка в Белгороде. Воевода в Ливнах — определено руководить защитой южных границ Московского государства от возможного нападения крымцев (1646—1647). Его деятельность выразилась в укреплении южных границ Московского государства, для чего он насыпал земляные валы, выкапывал рвы, устраивал засеки.
По прибытии в Москву занял своё прежнее положение при царском дворе. В январь 1648 году присутствовал на свадьбы царя с Милославской в чине первой дружки. Соляной бунт показал, что Одоевский за свою близость к Морозову не пользовался любовью народа, но это не помешало сохранить ему доброе расположение царя и после удаления Морозова.
По указу царя 16 июня 1648 года назначалась комиссия для составления проекта Соборное уложения в составе трёх представителей боярской думы и двух дьяков. Во главе комиссии поставлен Одоевский, а с ним приказано было заседать боярину князю С. В. Прозоровскому и окольничему князю Ф. Ф. Волконскому. Исследования профессоров Загоскина и Сергеевича показали, что в составлении уложения принимали немалое участие и члены этого собора. Очень многие статьи уложения написаны в ответ на челобитья выборных или даже их избирателей. 29 января 1649 года закончились работы, и было начато печатание уложения. По сравнению с прежними законодательными русскими памятниками, новый свод законов представляет значительный шаг вперёд. Таким образом, Одоевский со своими помощниками очень удачно справился со своей задачей и уложение, изданное под его руководством, осталось единственным актом гражданского законодательства и в послепетровскую эпоху.
По окончании работ над уложением присутствовал при дворе, часто приглашаем к торжественным царским обедам, участвовал в разных придворных церемониях и в то же время поддерживал самые лучшие отношения с царём. Во время частых поездок царя по монастырям и окрестным подмосковным селам управление в Москве поручалось Одоевскому. Польский посланник Альбрехт Пражмовский прибыл в Москву в конце 1650 года с тайной целью поссорить московское правительство с малороссийским гетманом Богданом Хмельницким, просившим у Москвы помощи и заступничества против поляков. Одоевскому, назначенному для переговоров с ним, удалось раскрыть эту тайную цель и когда поляки, с целью запугать московское правительство и настроить его против Хмельницкого, объявили, что Хмельницкий соединился с крымским ханом, чтобы идти на Москву, князь Никита Иванович отвечал, что «гетман Богдан Хмельницкий со всем войском запорожским учинился у королевского величества в подданстве и королевскому величеству, слыша от казаков такое злое умышление, можно их от самовольства унять». Относительно же крымцев, нашествием которых угрожали поляки, Одоевский говорил: «крымские рати царскому величеству не страшны, а на украйне против них у царского величества люди готовы».

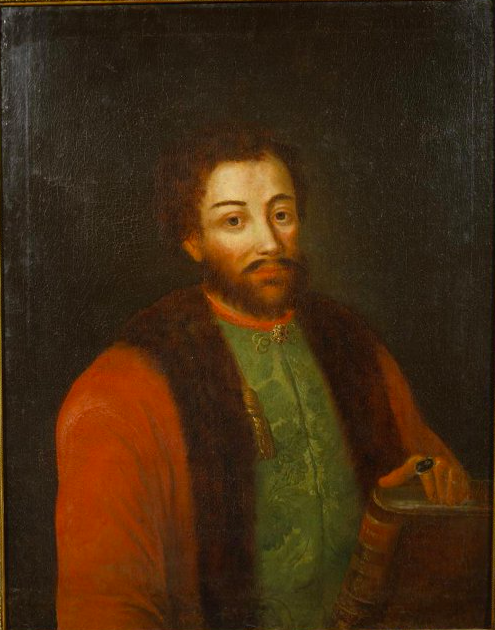
Портрет Никиты Ивановича Одоевского (ок. 1600—1689). Неизвестный художник. Начало XVIII века.

Первый воевода в Казани (1651—1653). В мае 1654 года воевода Передового полка в Вязьме. В 1654 году отправился в польский поход, вместе с царём и князем Яковом Куденетовичем Черкасским участвовал во взятии Орши, Дубровны, Копыся и Шклова. Сопровождал царя в поход под Смоленск весной 1655 года и возвратился осенью вместе с царём в Москву, где в награду за свою службу получил почётное звание астраханского наместника. Вёл переговоры с приехавшими в Москву для подтверждения Столбовского мира шведскими послами и под предлогом, что шведские послы неправильно пишут царский титул, отказался от подтверждения этого невыгодного для России договора 23 декабря 1655 года и 13 января 1656 года.
Отправлен с царём в Литву в мае 1656 года и оттуда 13 июля 1656 года отправлен из Полоцка в Вильну, для переговоров о мире с польскими комиссарами. Положение Польши в это время было в высшей степени тяжёлое: король Ян Казимир едва держался, и царю Алексею Михайловичу представлялся очень удобный случай — занять польский престол и объединить под своей властью Польшу и Россию. В этом направлении был дан наказ и Одоевскому. В Вильно же прибыли в качестве посредников при переговорах и австрийские послы, приехали выборные из польских и белорусских городов и шляхты свидетельствовать, что в русском подданстве их не притесняют, и этим склонять поляков к избранию Алексея Михайловича.
Одоевский начал говорить об избрании не сразу, сперва он предъявил очень тяжелые требования для заключения мира: он потребовал уступки всей Литвы и уплаты до миллиона военных издержек. Разумеется, польские комиссары на это согласиться не могли и, в свою очередь, требовали уступки всего завоёванного царём и уплаты военных издержек. Начались споры, и только тогда на одном из съездов Одоевский предложил полякам по смерти Яна Казимира избрать на польский престол Алексея Михайловича. Поляки отнеслись к этому предложению сочувственно, но зато теперь австрийцы начали открыто протестовать против такого поворота в переговорах, не желая, чтобы возросло могущество московского царя. Несмотря на эти протесты, переговоры продолжались, но теперь уже сам царь решил пока не добиваться польского престола, но, прекратив хотя на время войну с Польшей, двинуться общими силами на шведов. Задача Одоевского значительно упростилась и после нескольких съездов ему удалось в октябре 1656 года прийти к временному соглашению, по которому дело об избрании царя было решено отложить до сейма, куда должны были явиться и московские послы. Обе стороны обязались задержать войска и прекратить военные действия до новых съездов, а со шведами же как поляки, так и русские не имели права заключать мир без обоюдного согласия.
В мае 1658 года снова отправлен на съезд с польскими послами в Вильно. Выехав из Москвы, прибыл в Литовскую Русь и собирался отправиться дальше, но был задержан в Минске и Гродне, где пришлось разбирать жалобы местного населения на русские войска. Жители жаловались, что ратные люди чинят им насилия и грабежи, воеводы своевольничают и производят насилия не менее солдат. Одоевский, как мог, разобрал все эти жалобы, смирил воевод, ввёл некоторый порядок и затем уже отправился в Вильно, послав раньше к гетману литовскому Павлу Сапеге дворянина Данилу Астафьева узнать о настроении литовской знати и поручив ему попытаться отдалить их от короля и Польши и привлечь на сторону Москвы. Астафьев, доносил, что в Литве довольно враждебно настроены к России, что литовцы, хотя и не довольны королём, но крепко держатся единения с Польшей, и Одоевский ехал на съезд, уже осознавая, что этот съезд не принесёт результатов. Приехав в Вильно, комиссаров там ещё не было; он ждал их до 6 августа и принуждён был выехать, не добившись переговоров. В день выезда явились гонцы с известием, что польские комиссары едут. Одоевский отказался возвратиться, и комиссары принуждены были уехать из Вильно. Выехав со свитой из Минска, Одоевский получил царский указ — вернуться обратно в Вильно и попытаться снова устроить съезд. Между тем отовсюду приходили известия, что литовский гетман подступает под царские города, а литовские люди, вопреки договору 1656 года, открыто начинают войну с Москвой.

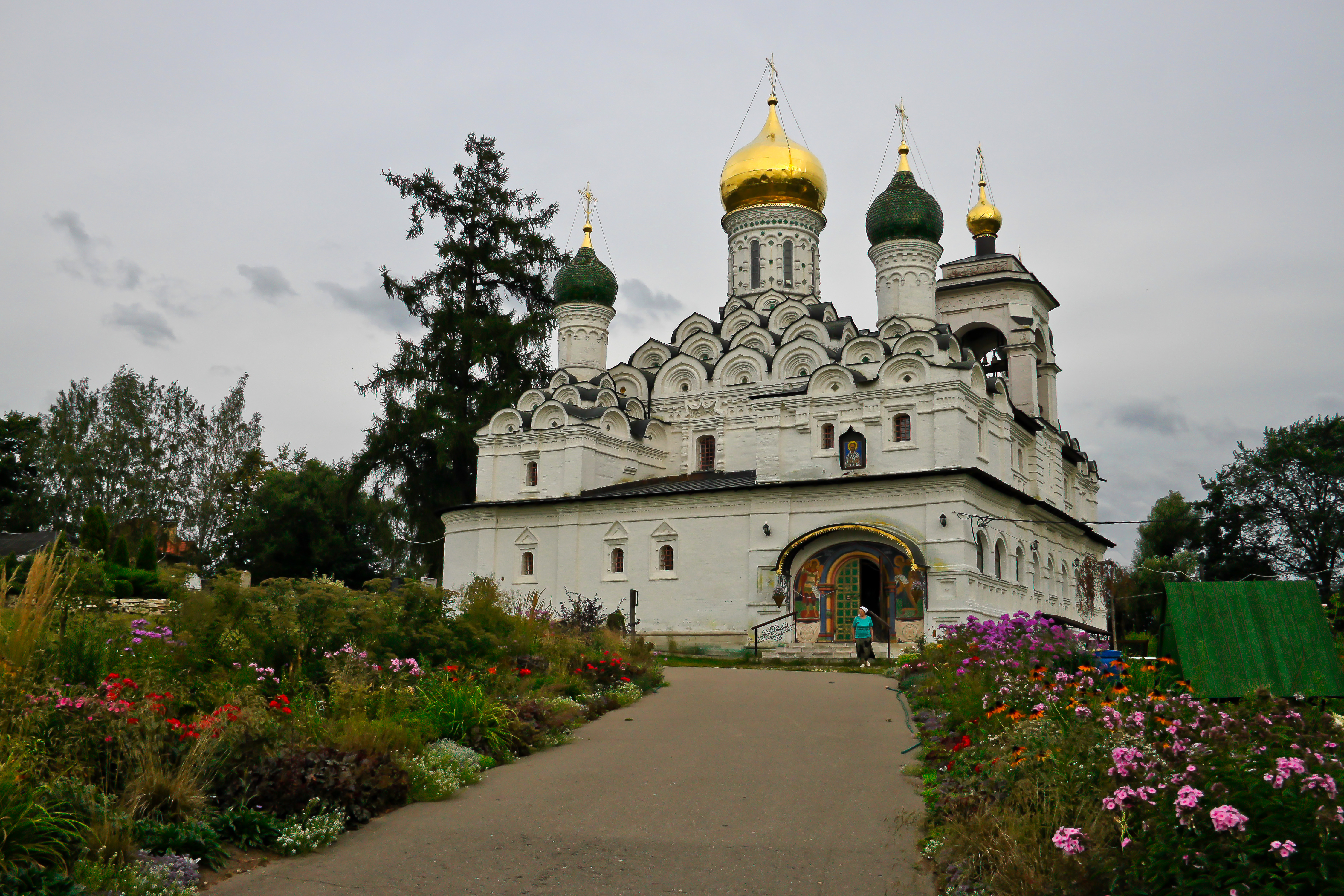
Вотчинный храм в селе Никольское-Урюпино

Одоевский решил выяснить все это на съездах, которые начались 16 сентября. Большая часть их проходила во взаимных упрёках: царские послы упрекали поляков в нарушении договора, а те упрекали русских в том, что русские хотят мириться со Швецией без ведома Польши, что противоречит с договором. Поляки не хотели и слышать об уступке Литвы, без чего Одоевский не имел права заключать мира. К этим разногласиям присоединилось и то, что поляки начали открыто нападать и брать в плен русских ратных людей и даже целые отряды. Всё это привело к тому, что Одоевский принужден был 9 октября прервать переговоры и дать знать стоявшему в боевой готовности князю Ю. А. Долгорукову, чтобы он начинал военные действия. Послы выехали из Вильно 10 октября.

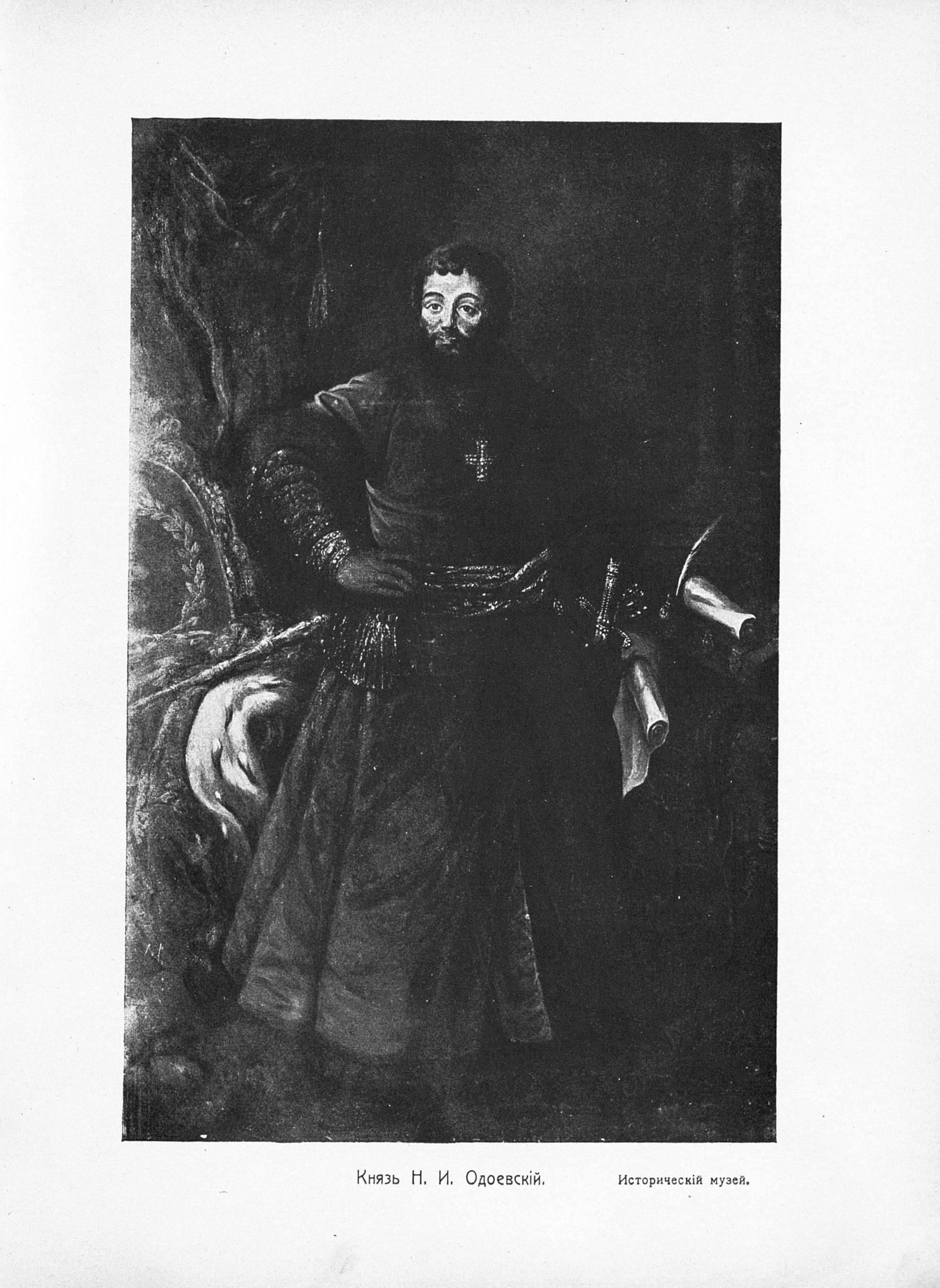
Портрет Одоевского сер. XVII в. из Исторического музея

В начале 1660 года снова отправлен на съезд с польскими комиссарами в Борисов. С ним отправлены и малороссийские послы, которые должны были защищать на съезде свои интересы. Одоевский получил наказ: не уступать Волыни и Подолии, требовать уничтожения унии в Литве, возвращения русских пленников и свободной торговли между Польшей и Малороссией. Прибыв в Борисов, оказалось, что Польша и не думает мириться с Россией, комиссары не явились совсем и Одоевский, пробыв без дела в Борисове до 19 июня, получил приказание уйти в Шклов. Сделать это было необходимо в связи с тем, что поляки старались подговорить крымцев напасть на Борисов и русский воевода князь Хованский, вместо того, чтобы защищать послов и поддерживать их представления силой оружия, проиграл большую битву.
18 февраля 1662 года послан на съезд в Смоленск, но и на этот раз съезд не состоялся: поляки опять не явились, и московские послы, прожив в Смоленске выехали обратно в Москву 3 марта 1663 года, успев за это время только разменяться пленными.

В 1663 году при обострении отношений между царём и патриархом Никоном, который начал позволять себе разные дерзкие выходки по отношению к царю и его приближенным, предав проклятию одного из царских стольников Романа Боборыкина, тягавшегося из-за земли с Воскресенским монастырём и Боборыкин донёс царю, что Никон проклял самого царя. На совещании с боярами было решено послать в Воскресенский монастырь особую следственную комиссию и во главе её поставили князя Н. И. Одоевского, который находился в натянутых отношениях с патриархом с 1648 года. Будучи председателем комиссии для составления проекта уложения, ввёл в него две меры, направленные к ограничению привилегий духовенства, которые запретило духовенству приобретать вотчины и был учреждён Монастырский приказ, которым ограничивались судебные привилегии духовенства и по которому духовное сословие становилось подсудным наравне со светскими людьми. Монастырский приказ ограничивал и власть патриарха, который смотрел с недоброжелательством на виновника. Князь Никита Иванович Одоевский писал о патриархе: «Человек прегордый; страха Божия сердце не имеет; правил апостольских и отеческих никогда не читает и не разумеет, и враг всякой истины». Назначенный в следственную комиссию, разумеется, не мог снисходительно отнестись к патриарху, и вёл следствие не в его пользу, допрашивал свидетелей слишком строго, под угрозой пыток, старался запутать Никона, заставить его сказать что-либо, что могло бы быть истолковано в смысле недоброжелательства к царю, и успел заставить неосторожного патриарха сказать несколько слов, на основании которых Одоевский донёс в Москву, что Никон ожидает только собора и вселенских патриархов, чтобы «отчесть от христианства великого государя». В декабре 1664 года когда Никон внезапно явился в Москву, Одоевский был послан к нему для переговоров и настоятельно требовал, чтобы он снова удалился в Воскресенский монастырь. На соборе, собранном для суда над Никоном, явился его обвинителем и требовал его низложения, а во время самой церемонии лишения сана он, единственный из светских лиц, присутствовал при этом обряде. 

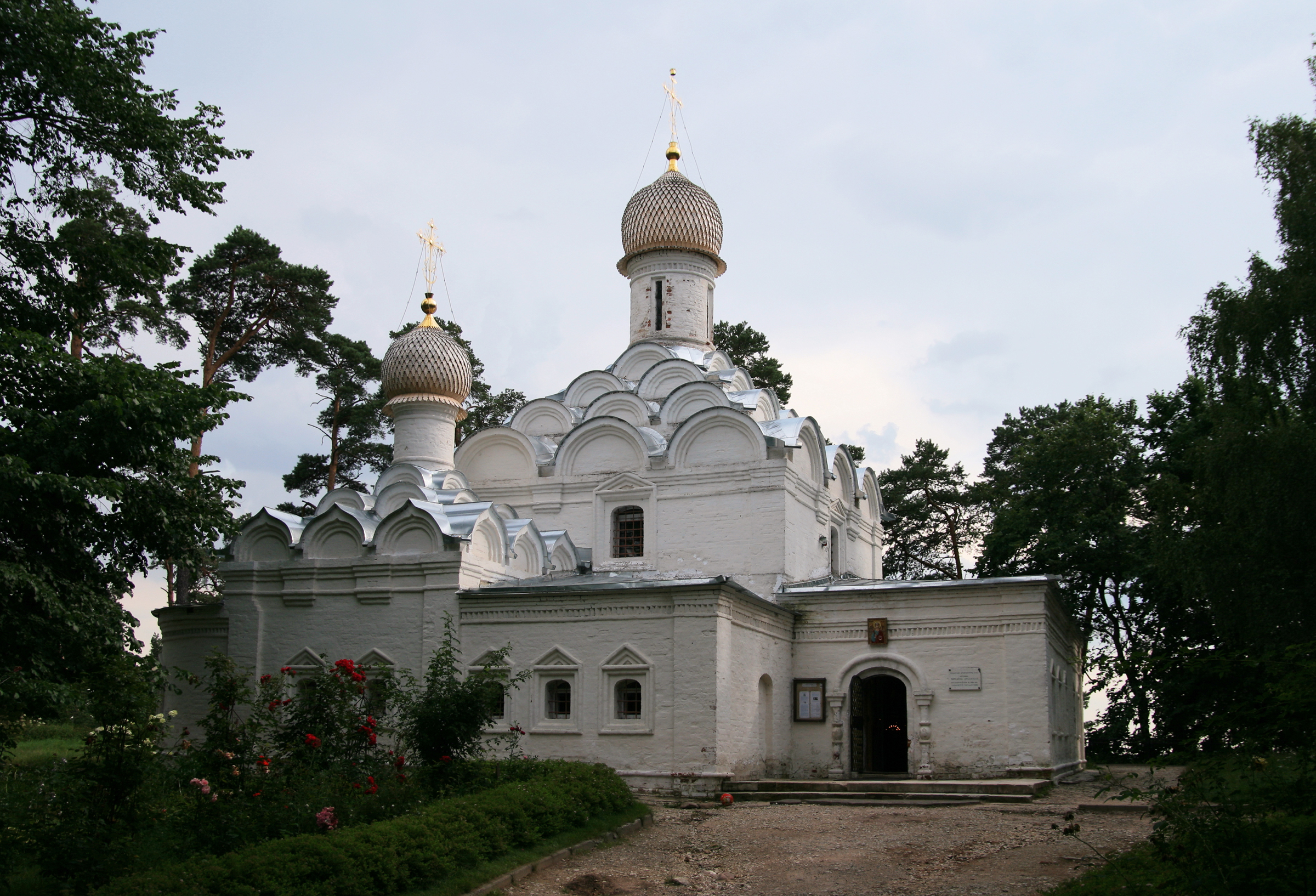
Вотчинный храм в Архангельском

В мае 1664 года назначен главой русского посольства на съезд с польскими комиссарами около Смоленска. Послам дан подробный наказ, на основании которого они имели право заключить мир лишь при условии уступки Польшей Малороссии по левую сторону Днепра, Смоленска с некоторыми другими, близлежащими городами и сохранения за царем титула «всея Великия и Малыя и Белыя России». Такие условия мира были невозможны, так как поляки совсем не были настроены к невыгодному для себя миру, тем более, что воевода князь Хованский снова проиграл сражение под Витебском. Комиссары потребовали возвращения Польше всего завоеванного и уплаты Москвой военного вознаграждения в размере 10 000 000 польских злотых. Можно было добиться каких-либо результатов лишь при том условии, что представления послов найдут поддержку в успехах воевод. Ко всему этому присоединились распри между самими послами. С Одоевским на съезд были отправлены князья Юрий и Димитрий Алексеевичи Долгорукие и Афанасий Лаврентьевич Ордин-Нащокин. Ордин-Нащокин получил от царя особую секретную инструкцию и был выделен из среды других послов. Князь Юрий Долгорукий тоже находился в особых сношениях с царем, кроме того, Одоевский и Долгорукий, старые бояре, враждовали с Ординым-Нащокиным, человеком, сравнительно не родовитым, появление которого в своей среде они считали для себя оскорблением. Переговоры были безрезультатны, и в сентябре послы разъехались, ничего не сделав. В это время замечается перемена в отношениях к нему царя Алексея Михайловича. Царь, по-видимому, разочаровался в способностях своего ближнего боярина и писал в 1658 году к князю Ю. А. Долгорукову: «а чаю, что князь Никита Иванович тебя подбил, и его дело, и его было слушать напрасно: ведаешь сам, какой он промышленник, — послушаешь, как про него поют в Москве». Это равнодушие и разочарование царя в одном из прежних своих фаворитов и сотрудников отразилось и на всей последующей служебной карьере князя. Он сохранил своё почётное положение, но ему уже не давалось важных и ответственных поручений. В 1664 году вёл переговоры с английским послом графом Карлейлем, напрасно старавшимся выхлопотать привилегии для английских купцов. В 1665 году поручен вести переговоры с приехавшим в Москву гетманом Брюховецким.
В 1668 году поставлен во главе приказов: Большой казны, земского и рейтарского. В 1671 году во вторую свадьбу царя с Наталией Нарышкиной он получил весьма почётное назначение — быть «посаженым отцом у царя», а жена его Евдокия Фёдоровна в «материно место». В 1674 году отправлен на съезд с польскими комиссарами в Андрусово. В это время польский король Ян Собесский вёл борьбу с Турцией и просил царя Алексея Михайловича о помощи. Одоевский должен был отклонить это ходатайство и вместе с тем отказаться и от заключения вечного мира, даже от увеличения числа лет перемирия, что и было сделано. Со смертью царя Алексея Михайловича положение не изменилось. Он пользовался уважением молодого Фёдора Алексеевича, но был уже слишком стар, чтобы оказывать значительное влияние на дела. В 1677 году ему поручен Аптекарский приказ. В 1680 году получил звание наместника Владимирского. В 1681 году начальник в Московском Судном приказе и около того же времени занимает председательское место в недавно учреждённой Расправной, Золотой или Разрядной палаты. Это учреждение создалось вследствие переполнения делами Боярской Думы; сановники, заседавшие в нём, занимались делами текущего управления и председательство в нём было в высшей степени почётным. В 1682 году на Земском соборе по поводу уничтожения местничества, подписался старейшим из всех бояр.
В правление царевны Софьи, сохранил своё почётное положение при дворе вместе с председательством в Расправной палате.
Умер князь Никита Иванович 12 февраля 1689 года и похоронен в семейной усыпальнице рода князей Одоевских, в Троице-Сергиевской лавре.

## Семья
C 1622 года женат на Евдокии Фёдоровне, в иночестве Ефросинья (ум. 21 сентября 1671), дочери Фёдора Ивановича Шереметева и Ирины Борисовны урождённой княжны Черкасской, погребена в Новодевичьем монастыре. Являлась внучатой сестрой царю Алексею Михайловичу.
От брака имел четырёх сыновей и дочь:
- Михаил (ум. 1652) — стольник царя Алексея Михайловича
- Фёдор (ум. 1656) — воевода и наместник
- Алексей (ум. 1655) — голова и стольник
- Яков (ум. 1697) — стольник, воевода и дворецкий
- Прасковья (ум. 1656)[4] — сосватанная с 1647 года за князя Григория Черкасского (ум. 1672)